# 채인석
채인석(蔡寅錫, 1963년 3월 27일~)은 대한민국의 정치인이다. 제5·6대 경기도 화성시장을 지냈다.

## 출생과 성장
부산 출생이고 경기도 화성에서 성장하였다.

## 학력
- 1976년 화산초등학교 졸업
- 1979년 안용중학교 졸업
- 1982년 수원 유신고등학교 졸업
- 2007년 중앙대학교 경제학과 학사
- 2010년 2월 중앙대학교 대학원 북한개발협력학과 수료

## 주요 경력
- 민주평화통일자문회의 화성시 협의회 자문위원
- 화성시 시정연구원 원장
- 화성가족과성상담소 운영위원
- 화성시 청소년운동연합 운영위원장
- 새천년민주당 화성을 지역위원회 수석부위원장
- 중앙대학교대학원 북한개발협력포럼학회 학회장
- 화성상공회의소 태안기업인협의회 부의장
- 중앙대학교 사회개발대학원 객원교수
- 사람사는세상 노무현재단 기획위원
- 민선5기 제5대 경기도 화성시장(민주당 2010.07.01~2014.06.30)
- 민선6기 제6대 경기도 화성시장(새정치민주연합 2014.07.01~2018.06.30)
- 한국기원 고문

## 역대 선거 결과
|  | 45.05% |

|  | 48.31% |